# Cook County (Minnesota)
Das Cook County ist ein County im US-amerikanischen Bundesstaat Minnesota. Im Jahr 2020 hatte das County 5600 Einwohner und eine Bevölkerungsdichte von 1,5 Einwohnern pro Quadratkilometer. Der Verwaltungssitz (County Seat) ist Grand Marais.

## Geografie
Das County liegt im äußersten Nordosten von Minnesota. Es wird im Norden vom Pigeon River begrenzt, der die Grenze zu Kanada bildet. Im Südosten grenzt das County an den Lake Superior, einen der fünf Großen Seen. Es hat eine Fläche von 8650 Quadratkilometern, wovon 4893 Quadratkilometer Wasserfläche sind.
In der äußersten nordöstlichen Spitze des Countys liegt die Grand Portage Indian Reservation der Anishinabe-Indianer. In sie eingebettet ist das Grand Portage National Monument, eine Gedenkstätte der Bundesregierung für einen wichtigen historischen Verkehrsweg an den Großen Seen und Stützpunkt des Pelzhandels im 18. Jahrhundert.
An das Cook County grenzen folgende Countys und Distrikte:
| Rainy River District Ontario, Kanada | Thunder Bay District Ontario, Kanada |                              |
| Lake County                          |                                      | Keweenaw County (Michigan)1  |
|                                      | Ashland County (Wisconsin)1          | Ontonagon County (Michigan)1 |

1 – Seegrenze im Lake Superior

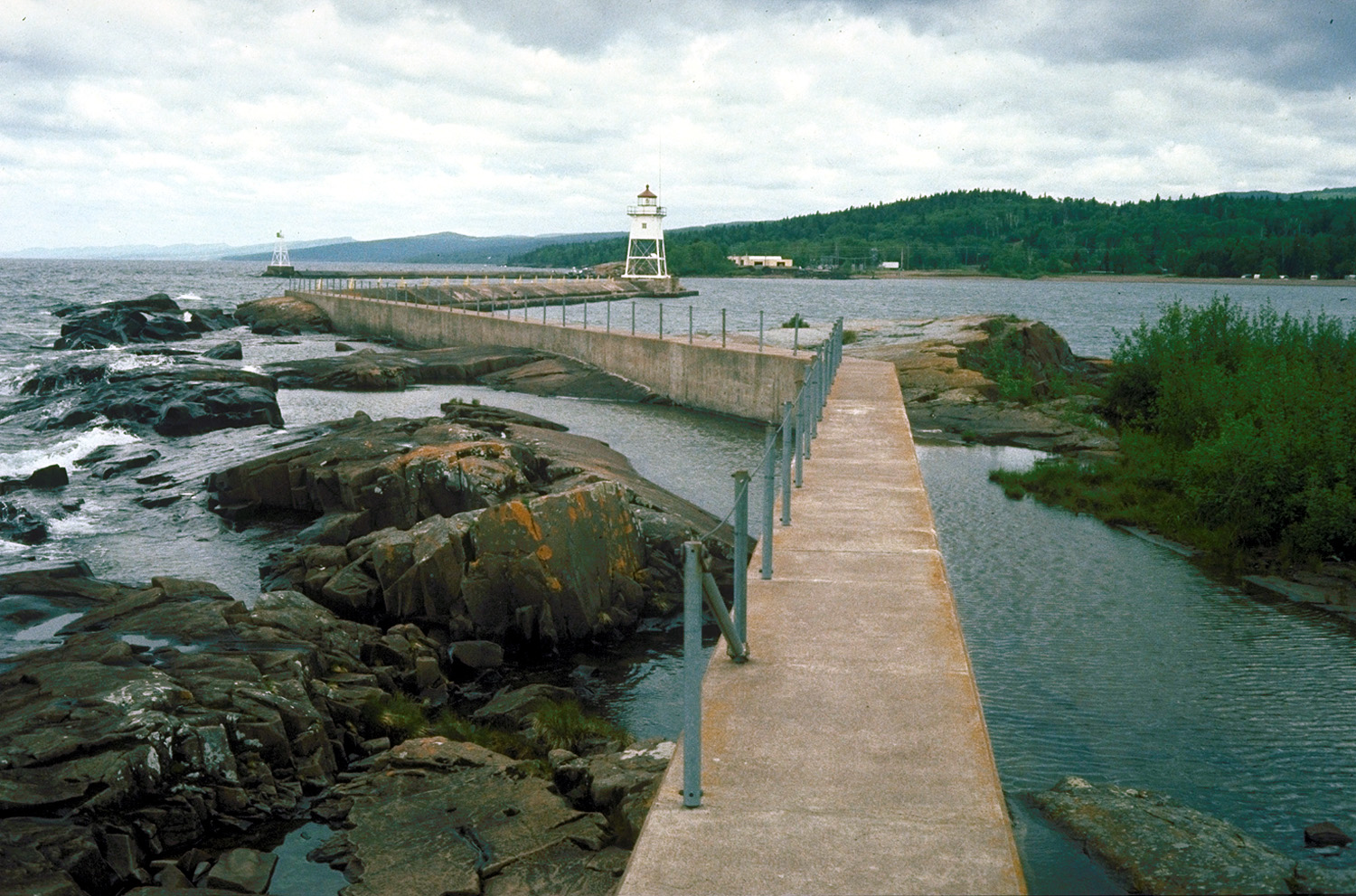
Grand Marais am Lake Superior
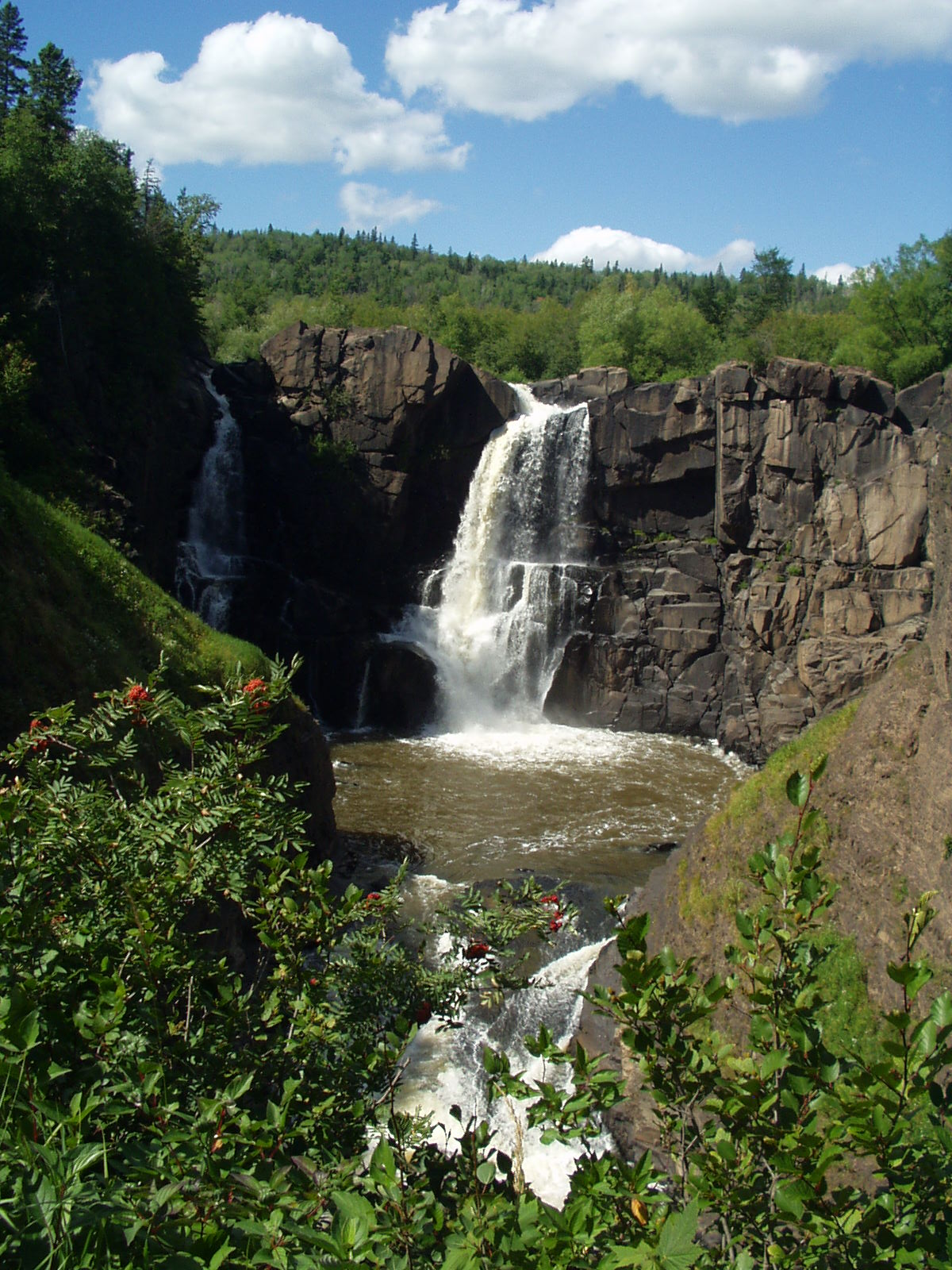
Der Pigeon River im Grand Portage State Park
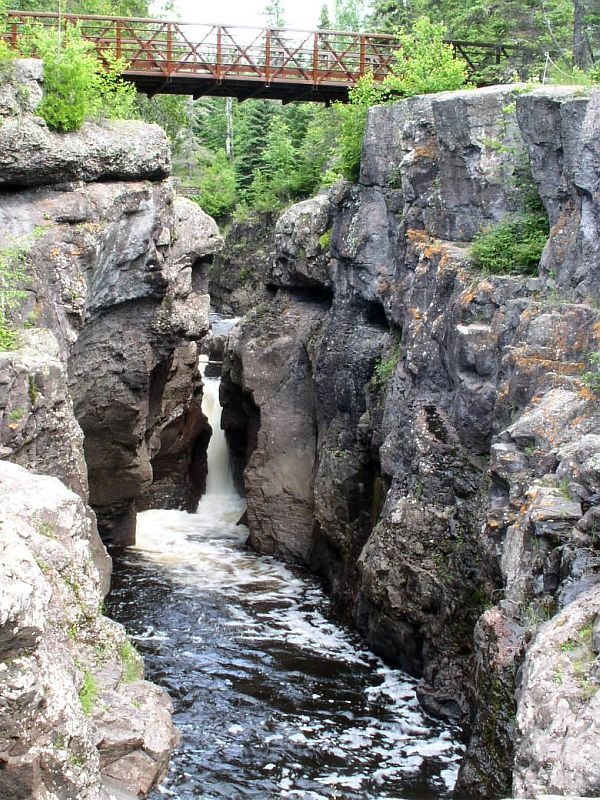
Der Temperance River im Temperance River State Park
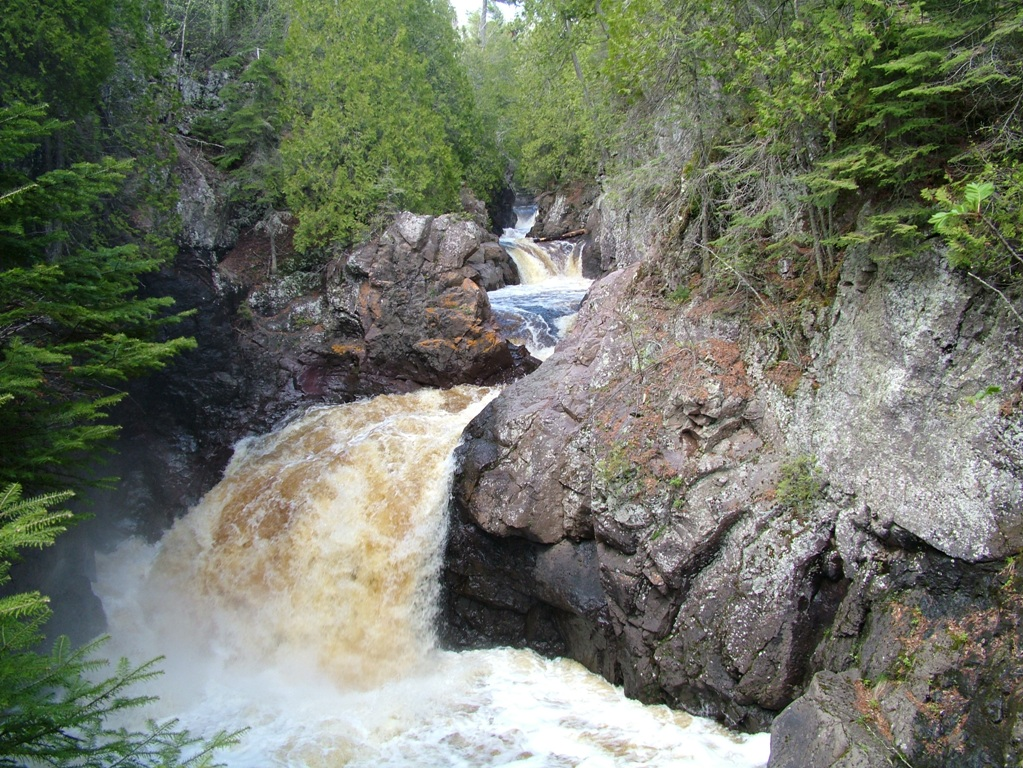
Im Cascade River State Park

## Geschichte
Das Cook County wurde am 3. November 1874 aus Teilen des Lake Countys gebildet. Benannt wurde es nach Michael Cook, einem Major im Amerikanischen Bürgerkrieg.
14 Bauwerke und Stätten des Countys sind im National Register of Historic Places eingetragen (Stand 28. Januar 2018).

## Demografische Daten
Nach der Volkszählung im Jahr 2010 lebten im Cook County 5176 Menschen in 2627 Haushalten. Die Bevölkerungsdichte betrug 1,4 Einwohner pro Quadratkilometer. In den 2627 Haushalten lebten statistisch je 1,95 Personen.
Ethnisch betrachtet setzte sich die Bevölkerung zusammen aus 88,1 Prozent Weißen, 0,5 Prozent Afroamerikanern, 8,5 Prozent amerikanischen Ureinwohnern, 0,6 Prozent Asiaten, 0,1 Prozent Polynesiern sowie aus anderen ethnischen Gruppen; 2,2 Prozent stammten von zwei oder mehr Ethnien ab. Unabhängig von der ethnischen Zugehörigkeit waren 1,2 Prozent der Bevölkerung spanischer oder lateinamerikanischer Abstammung.
16,9 Prozent der Bevölkerung waren unter 18 Jahre alt, 61,7 Prozent waren zwischen 18 und 64 und 21,4 Prozent waren 65 Jahre oder älter. 50,5 Prozent der Bevölkerung war weiblich.

Das jährliche Durchschnittseinkommen eines Haushalts lag bei 49.496 USD. Das Pro-Kopf-Einkommen betrug 30.501 USD. 9,1 Prozent der Einwohner lebten unterhalb der Armutsgrenze.

## Ortschaften im Cook County
City
- Grand Marais

Census-designated place (CDP)
- Lutsen

Andere Unincorporated Communities
| - Croftville - Grand Portage - Hovland - Mineral Center | - Pigeon River - Schroeder - Taconite Harbor - Tofte |

## Gliederung
Das Cook County ist neben der Stadt Grand Marais in drei Townships und drei Unorganized Territories (UT) gegliedert:
| Township           | Einwohner (2010) | FIPS     |
| ------------------ | ---------------- | -------- |
| East Cook UT       | 775              | 27-17531 |
| Grand Portage UT   | 565              | 27-25071 |
| Lutsen Township    | 415              | 27-38550 |
| Schroeder Township | 205              | 27-58999 |
| Tofte Township     | 249              | 27-65065 |
| West Cook UT       | 1616             | 27-69307 |